# One Step Closer (canción de S Club Juniors)
«One Step Closer» es el sencillo debut de S Club Juniors, escrito por Cathy Dennis. Fue lanzado el 22 de abril de 2002 en el Reino Unido, donde alcanzó el puesto #2 en las listas. La canción proviene de su álbum Together.

## Lista de temas
CD 1
1. «One Step Closer»
2. «Reach» (S Club Juniors con S Club 7)
3. «Together»
4. «One Step» Closer (CD-Rom)

CD 2
1. «One Step Closer»
2. «One Step Closer» (versión Karaoke)
3. Entrevista de los chicos de S Club 7 con las chicas de S Club Juniors

## Rendimiento en las listas
El sencillo fue lanzado el 22 de abril de 2002 y, durante su primera semana, alcanzó el puesto #2 en las listas musicales del Reino Unido, permaneciendo dentro del Top 40 por 11 semanas, hasta mediados de julio. En Irlanda, tuvo un nivel similar de éxito, con su máxima posición en el #5. También entró en el Top 20 del "Europe Top 100", las listas de las canciones más populares de toda Europa en ese momento, en el #14.

### Posiciones
| Listas (2002)                           | Puesto más alto |
| --------------------------------------- | --------------- |
| Listas musicales del Reino Unido        | #2              |
| Top 20 de Irlanda                       | #5              |
| Los 100 sencillos más fuertes de Europa | #14             |

## Versión de American Juniors
La canción "One Step Closer" de S Club Juniors fue objeto de un cóver por la banda infantil American Juniors. La canción fue grabada por los 10 finalistas del programa de televisión del que surgió la banda, y no solo por los 5 que ganaron. Fue lanzada por Jive Records el 12 de agosto de 2003.

### Lista de temas
1. «One Step Closer»
2. «Kids In America» (Pop Mix)
3. «Kids In America» (Rock Mix)
4. «Circle Of Life»

### Rendimiento en las listas
La versión de "One Step Closer" como sencillo de American Juniors llegó al puesto #6 en Estados Unidos y al #2 en Canadá, en las respectivas listas musicales de cada país.